# Monte Fišt
Il monte Fišt (in russo Фишт?) è un picco montuoso nella parte occidentale del Gran Caucaso (Repubblica di Adighezia e Territorio di Krasnodar), in Russia. È alto 2867,7 m. Insieme alle cime dei monti Ošten e Pšecha-Su, forma il cosiddetto massiccio Fišt-Ošten. Il Fišt è la vetta più occidentale del Caucaso, che ha ghiacciai sulle sue pendici e un'ampia cintura di prati montani subalpini e alpini.
Strutturalmente, consiste in un sollevamento a blocchi composto da strati di calcare della barriera corallina. Spessi strati calcarei contribuiscono allo sviluppo di numerose e varie forme carsiche (doline, grotte). Dalle sue pendici nasce il fiume Pšecha, dal Fišt e dall'Ošten nasce il fiume Belaja.
C'è un classico percorso di arrampicata di grado di difficoltà 1b lungo un ghiacciaio e altri percorsi di difficoltà fino a 6a. Si sono verificati incidenti collettivi sulla montagna nel 1975 (21 morti), nel 1986 (11 morti) e nel 1981 ha perso la vita un gruppo di speleologhi.